# Бланда
Бланда (фр. Blandas) насеље је и општина у јужној Француској у региону Лангдок-Русијон, у департману Гар која припада префектури Виган.
По подацима из 2011. године у општини је живело 132 становника, а густина насељености је износила 3,52 становника/km². Општина се простире на површини од 37,46 km². Налази се на средњој надморској висини од 650 метара (максималној 953 m, а минималној 280 m).

## Демографија
| 1962. | 1968. | 1975. | 1982. | 1990. | 1999. | 2011. |
| ----- | ----- | ----- | ----- | ----- | ----- | ----- |
| 110   | 141   | 115   | 116   | 112   | 106   | 132   |

График промене броја становника у току последњих година